# Parning (film, 2019)
Parning är en svensk långfilm med manus och regi av Lina Maria Mannheimer. Filmen hade premiär den 29 mars 2019 och i huvudrollerna syns Naomi Carter och Edwin Kämpe.
Filmen har visats i SVT och SVT-Play, bland annat den 10 september 2019.